# 鈴木哲夫
鈴木 哲夫（すずき てつお、1958年7月18日 - ）は、日本のジャーナリスト（政治、防災、事件、社会）。

## 来歴
福岡県出身。福岡県立小倉高等学校、早稲田大学法学部卒業後、1983年テレビ西日本入社。報道部記者として警察、自治体を担当。北九州市政、雲仙・普賢岳噴火などを取材。その後、フジテレビに出向し報道局政治部へ。経世会担当、梶山静六、小渕恵三、橋本龍太郎等の番記者を務めた。なおフジテレビには過去、編成企画部に同姓同名の鈴木哲夫（鬼平犯科帳ややっぱり猫が好き、平成教育委員会をはじめとするビートたけしが出演する番組などの企画担当）がいた。
1995年、テレビ西日本から東京メトロポリタンテレビジョンに移籍。『東京NEWS』ニュースキャスター、ニュースデスク、東京ニュースセンター編集長、報道制作部長を歴任。2001年、東京メトロポリタンテレビジョンから株式会社衛星チャンネルに移籍し、報道制作本部チームリーダー、報道制作局報道部長を務めた。2007年12月、BS11に再度移籍し、報道制作部長、執行役員報道局長を歴任。2013年5月31日付でBS11を退社。
2013年6月よりフリーとなり、後にライトハウスと業務提携。
2021年時点では河野太郎に約20年間取材してきたともいう。
著書の「シン・防災論」は2024年尾崎行雄記念財団のブックオブザイヤーメディア部門で大賞を受賞。

## 出演番組

### 現在

#### テレビ
- ゴゴスマ -GO GO!Smile!-（CBCテレビ）- コメンテーター（主に金曜日に出演）
- 田村淳の訊きたい放題（TOKYO MX）- コメンテーター
- newsFLAG (TOKYO MX) 　 - 月曜日コメンテーター - 2020年10月5日 -
- newsランナー（関西テレビ）※隔週水曜コメンテーター - 2023年4月 -
- NEWS　ONE（東海テレビ）※隔週火曜コメンテーター - 2022年4月 -
- 記者のチカラ（テレビ西日本）※毎週木曜コメンテーター - 2022年4月 -
- 鈴木哲夫の永田町ショータイム（BS11）　※第5週金曜日
- 旬感LIVE とれたてっ!（関西テレビ）コメンテーター‐2023年10月‐

#### ラジオ
- 田畑竜介 Grooooow Up（RKBラジオ）※毎週月曜日コメンテーター
- 岩瀬恵子のスマートNEWS（ラジオ日本）※月２回火曜コメンテーター

#### インターネット動画配信
- のりおくんチャンネル俺にも言わせろ！

### 過去

#### 東京MX時代
- 東京NEWSウイークリー（キャスター）
- 東京NEWS21時（アンカーマン 1998年 - 2000年6月）

#### BS11時代
- INsideOUT（チーフプロデューサー、水・木曜キャスター 2007年12月 - 2013年5月）
- BS11報道スペシャル 本音激論！政治とメディア 検証！政治報道！2 テレビはどう伝えたか（2010年）

#### フリー以後

##### テレビ
- FNNスーパーニュースアンカー（関西テレビ）レギュラーコメンテーター - 2012年10月 - 2015年3月27日
- 報道ランナー（関西テレビ）レギュラーコメンテーター- 2017年 - 2022年3月
- ももち浜S特報ライブ（テレビ西日本）　コメンテーター- 2020年1月 - 2022年3月
- 土曜NEWSファイル CUBE（テレビ西日本）- 2013年3月、5月、7月他
- 激論!コロシアム 〜これでいいのか?ニッポン〜（テレビ愛知）- 2014年1月、2014年4月
- ゆうがたLIVE ワンダー（関西テレビ）- 2015年9月18日、 2016年7月6日他
- バイキング（フジテレビ）火曜・金曜 - 2016年6月14日[6]、17日、7月12日、15日、29日、8月5日、8月9日、11月18日等
- news TOKYO FLAG （TOKYO MX）
- みんなのニュース（フジテレビ）- 2017年10月 -　2018年3月 - 月 - 水曜コメンテーター※三浦瑠麗のスケジュール都合から休演時に木・金も出演
- バイキング（フジテレビ）- コメンテーター
- チャント!（CBCテレビ）- 不定期出演
- バイキングMORE(フジテレビ)- コメンテーター
- 直撃LIVE グッディ!（フジテレビ）コメンテーター
- 羽鳥慎一モーニングショー（テレビ朝日）コメンテーター
- 大下容子ワイド！スクランブル（テレビ朝日）コメンテーター
- 加藤浩次VS政治家〜政治の面白いトコ集めました!〜（フジテレビ）ゲスト

##### ラジオ
- Jam the WORLD（J-WAVE）－ 2015年1月12日、23日、4月14日、5月18日他
- 荒川強啓 デイ・キャッチ!（TBSラジオ）-  2015年3月26日、4月13日他
- TIME LINE（TOKYO FM）- 2015年5月18日他
- 高嶋ひでたけのあさラジ!（ニッポン放送）- 2012年8月 - 2018年3月28日
- ニュース発見インサイト（RKBラジオ）コメンテーター
- 飯田浩司のOK! Cozy up!（ニッポン放送）コメンテーター

##### ネット
- デモクラTV（YouTube、不定期）
- デモクラシータイムス（YouTube、不定期）
- ポリタスTV（YouTube、2020年10月12日）

## 著書
- 「シン・防災論」（日刊現代・講談社）
- 「政変劇の舞台裏」（葦書房）
- 「東京政界地図」（河出書房新社）
- 「若き政治家・下村博文」（河出書房新社）
- 「政党が操る選挙報道」（集英社新書）
- 「汚れ役〜側近・飯島勲と浜渦武生の「悪役」の美学」（講談社）
- 「最後の小沢一郎」（オークラ出版）
- 「政治報道のカラクリ」（イースト＆プレス社）
- 「ブレる日本政治」（ベスト新書）
- 「安倍政権のメディア支配」（イースト新書）
- 「期限切れのおにぎり〜大規模災害時の日本の危機管理の真実〜」（近代消防社）
- 「誰も書けなかった東京都政の真実」（イースト・プレス）
- 「戦争を知っている最後の政治家‐中曽根康弘の言葉‐」（ブックマン社）
- 「石破茂の頭の中」（ブックマン社）
- 「くまモン知事」（共著・ブックマン社）

## その他

### 連載・執筆等
- サンデー毎日
- アサヒ芸能
- 夕刊フジ「鈴木哲夫の永田町核心リポート」
- 月刊公論「政界展望」
- 経済界「永田町ウオッチング」